# Стівен Кенні
Стівен Кенні (30 жовтня 1971) — ірландський футбольний тренер і колишній гравець, який останнім часом очолював національну збірну Ірландії. Раніше він очолював «Лонгфорд Таун», «Богеміанс», «Деррі Сіті», «Данфермлайн Атлетик», «Шемрок Роверс», «Дандолк» і молодіжною збірну Ірландії U21. Він є одним із найуспішніших тренерів національної ліги Ірландії, вигравши вісім трофеїв із «Дандолком».

## Раннє життя
Кенні виріс у Таллахті і прожив там перші 18 років свого життя. Він відвідував національну школу для хлопчиків Богоматері Лорето та громадську школу Олд Баун. Наприкінці 1990-х Кенні керував успішним бізнесом з виробництва м'яса, перш ніж повністю зайнятися футбольним менеджментом.

## Клубна кар'єра
Протягом своєї ігрової кар'єри Кенні провів два роки в «Бельведері», бувши школярем, перш ніж підписати контракт з «Сент-Патрікс Атлетік». Не зігравши жодного разу, він потім перейшов у «Хоум Фарм», зігравши лише чотири гри в першому дивізіоні Ліги Ірландії, дебютувавши в Лізі Ірландії 13 березня 1994 року.

## Кар'єра тренера
Кенні розпочав свою тренерську кар'єру в «Сент-Патрікс Атлетик», коли очолив дублінську команду до 21 року в Атлетік Юніон Лізі, привівши команду до перемоги в чемпіонаті на своїй першій посаді тренера.

### Лонгфорд Таун
Влітку 1998 року Кенні став наймолодшим тренером в історії Національної ліги, коли він очолив «Лонгфорд Таун» у віці 26 років. Він привів «Лонгфорд» до величезного успіху протягом свого трирічного перебування на посаді: команда вперше вийшла до Прем'єр-дивізіону Ліги Ірландії, а згодом дійшли до фіналу Кубка Ірландії 2001 року і пройшла кваліфікацію до Кубка УЄФА 2001—2002.
Богеміан
У грудні 2001 року Кенні залишив клуб «Мідлендс» і став тренером «Богеміанс», очоливши команду на «Дейлімаунт Парк». На той час «Богеміанс» був чемпіоном Ліги Ейркома, вигравши «дубль» попереднього сезону. Однак клуб переживав певну кризу, а наступник колишнього тренера Родді Коллінза Піт Махон мав проблеми після вдалого початку сезону. Вплив Кенні на «Богеміанс» був миттєвим, оскільки команда поступово віддалялася від нижньої частини турнірної таблиці. Того року команда Кенні дійшла до фіналу Кубка Ірландії, де «Дандолк» здобув перемогу над «Богеміанс» з рахунком 2–1.
У сезоні 2002—2003 Кенні вніс деякі зміни в склад першої команди та привів «Богеміанс» до перемоги в Прем'єр-дивізіоні, що забезпечило команді вихід до першого кваліфікаційного раунду Ліги чемпіонів УЄФА 2003–04. Хоча «Богеміанс» не пройшов до другого кваліфікаційного раунду, оновлена команда Кенні відсвяткувала перемогу з рахунком 3–0 над «БАТЕ» (Борисов), рекордсменом за кількістю виграних титулів Прем'єр-ліги Білорусі.
Наступного сезону «Богеміанс» посів друге місце чемпіонаті, поступившись переможцю «Шелбурн», що забезпечило клубу місце в першому кваліфікаційному раунді Кубка УЄФА 2003—2004. Кенні залишив «Богеміанс» 27 липня 2004 року з рекордом ліги — 49 перемог у 96 іграх.

### Деррі Сіті (перший прихід)

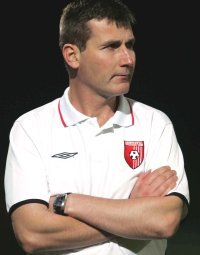
Кенні — тренер Деррі Сіті

Лише через три тижні поза грою Кенні повернувся до керівництва «Деррі Сіті» після звільнення Гевіна Дайкса, замінивши тимчасового тренера Пітера Хаттона. Його робота в клубі була надзвичайно успішною, і йому приписують заслугу в тому, що він перетворив команду, яка боролася проти вильоту в сезоні 2004 року, на команду, яка боролася за титул чемпіона Прем'єр-дивізіону у 2005 році, посівши друге місце.

Під керівництвом Кенні «Деррі Сіті» вперше за більш ніж 40 років вийшов у єврокубки, в останньому з яких був вибитий норвезький «Лін Осло». У сезоні 2005 «Деррі» кваліфікувався до Кубка УЄФА 2006—2007, посівши друге місце в Прем'єр-дивізіоні. 13 липня 2006 року «Деррі» здолав дворазового переможця Кубка УЄФА «Гетеборг» у першому кваліфікаційному раунді Кубка УЄФА з рахунком 2–0 за сумою двох матчів. Удару головою Шона Харгана на 79-й хвилині вистачило, щоб «Деррі» здобув шокуючу перемогу в першому матчі, а Стівен О'Флінн з пенальті забезпечив домашню перемогу з рахунком 1–0. Кенні був у захваті від перемоги, заявивши:
|  | Вони двічі вигравали Кубок УЄФА і лише кілька років тому потрапили до групового етапу Ліги чемпіонів, тож це чудовий вечір для всіх, хто пов'язаний з Деррі Сіті. Ми були гідними переможцями. Не можна сказати, що ми забили гол і протрималися. Я думаю, що ми грали в кращий футбол. |

Це стало першим успіхом «Деррі Сіті» в європейському футболі після перемоги над «Лін Осло» понад 40 років тому.
У другому кваліфікаційному раунді «Деррі Сіті» зіграли внічию з шотландською командою з другої ліги «Гретна». 10 серпня 2006 року «Деррі» здобув перемогу на виїзді 5–1 і отримав значну перевагу перед домашнім матчем. Цей результат є найбільшим виїзним переможним результатом для команди Ліги Ірландії в Європі. Після домашньої нічиєї 2–2 з «Гретнаю» у другому матчі та перемоги 7–3 за сумою двох матчів, «Деррі» вийшов до першого раунду Кубка УЄФА. Під час жеребкування, яке відбулося 25 серпня 2006 року, «Деррі Сіті» у важкій боротьбі зійшовся з «Парі Сен-Жермен». Перший матч був зіграний вдома на стадіоні «Брендівелл» увечері 14 вересня 2006 року і завершився внічию 0–0. Матч-відповідь відбувся 28 вересня на «Парк-де-Пренс». ПСЖ виграв другий матч з рахунком 2–0 завдяки голам Паулети та Едуарда Сіссе.
Кенні залишався на чолі «Деррі Сіті» до 17 листопада 2006 року, до останнього матчу чемпіонату, після чого перейшов до «Данфермлайн Атлетик». Деррі посів друге місце в лізі, поступившись Шелбурну, який мав кращу різницю забитих і пропущених м'ячів. Потім Кенні повернувся до «Деррі Сіті», щоб очолити клуб у фіналі Кубка Ірландії проти «Сент-Патрікс Атлетік».
Загальний список матчів Кенні в «Деррі» включає 112 проведених ігор, 65 виграних ігор, 29 нічиїх, 18 програних ігор, 170 забитих голів, 80 пропущених голів і 57 «сухих» перемог. Його відсоток перемог склав 58 %. За час його роботи в клубі виступали 32 гравці, а 7 гравців, якими він керував, продовжили представляти свою країну на міжнародному рівні.

### Данфермлайн Атлетик
10 листопада 2006 року Кенні був затверджений новим тренером «Данфермлайн Атлетик», а 18 листопада 2006 року приступив до виконання своїх обов'язків, коли спостерігав за грою «Данфермлайн» проти «Данді Юнайтед» з трибуни.
Після його залишення Ліги Ірландії його внесок у сезоні 2006 року все ж таки був відзначений компанією eircom і Асоціацією футбольних письменників Ірландії (SWAI), які 13 грудня 2006 року номінувала колишнього тренера «Деррі Сіті» на премію «Особистість року».
У січні 2007 року Кенні запросив до клубу Джима О'Брайена, Адама Хеммілла, Боббі Раяна, Джеймі Гарріса та Стівена Гласса, а пізніше залучив звільненого нападника «Фолкерка» Тама МакМануса. Кенні та його тренерська команда вивели «Данфермлайн» до фіналу Кубка Шотландії 24 квітня 2007 року, перемігши «Рейнджерс», «Гарт» і «Партік Тісл», а у півфінальному матчі-відповіді здобули перемогу над «Гіберніаном» з рахунком 1–0. Фінал Кубка закінчився мінімальною поразкою 1–0 від «Селтіка». Поразка з рахунком 2–1 від «Інвернесс КТ» у поєднанні з перемогою «Сент-Міррена» над «Мотервеллом» з рахунком 3–2 привели до того, що клуб «Файф» вибув до Першого дивізіону, попри те, що він раніше виграв чотири матчі чемпіонату поспіль.
4 грудня 2007 року Кенні покинув клуб, а нападник Джим Макінтайр, який отримав травму протягом більшої частини часу перебування Кенні в клубі, взяв на себе обов'язки тренера.

### Деррі Сіті (другий прихід)
Після його відходу з «Данфермлайн Атлетік» і відходу тренера «Деррі Сіті» Джона Робертсона, Кенні тісно пов'язували з поверненням до клубу Ліги Ірландії. Було підтверджено, що Кенні повернувся до «Деррі Сіті» 28 грудня 2007 року.
У 2008 році «Деррі Сіті» виграв Кубок Ліги Ірландії, здобувши впевнену перемогу з рахунком 6–1 над «Вексфорд Ютс». Клуб завершив сезон на третьому місці в турнірній таблиці, забезпечивши собі вихід до другого кваліфікаційного раунду Ліги Європи УЄФА 2009–10.
Після того, як у 2009 році клуб вилетів до Першого дивізіону Ліги Ірландії через введення адміністративного управління, Кенні залишився на посаді тренера «Деррі Сіті», вигравши титул чемпіона Першого дивізіону 2010 року і повернувши команду до Прем'єр-ліги. У 2011 році після повернення «Деррі Сіті» до Прем'єр-дивізіону команда посіла третє місце в турнірній таблиці та виграла Кубок Ліги, перемігши «Корк Сіті» з рахунком 1–0.Кенні покинув клуб 24 грудня 2011 року, щоб приєднатися до «Шемрок Роверс».

### Шемрок Роверс
Після відставки колишнього тренера Майкла О'Ніла, Кенні був затверджений новим тренером «Шемрок Роверс» 27 грудня 2011 року. Команда завершила Прем'єр-дивізіон Ліги Ірландії 2012 року на четвертому місці, відставши на три очки від найближчого конкурента «Сент-Патрікс Атлетикс». Кенні залишив клуб 11 вересня 2012 року.

### Дандолк
У листопаді 2012 року «Дандолк» затвердив Кенні новим головним тренером своєї першої команди. У першому ж сезоні під керівництвом Кенні команда несподівано поборолася за чемпіонський титул і посіла друге місце, а поразка від майбутніх чемпіонів «Сент-Патрікс Атлетик» зрештою коштувала їм титулу. Але Кенні зберіг ядро нової команди протягом наступного сезону й у 2014 році привів клуб до першого чемпіонського титулу з 1994–1995 років, отримавши місце у другому кваліфікаційному раунді Ліги чемпіонів УЄФА 2013–14. У 2014 році «Дандолк» також виграв Кубок Ліги Ірландії, що стало першим в історії клубу подвійним чемпіонством у Лізі та Кубку Ліги.
У сезоні 2015 року «Дандолк» домінував: команда Кенні виграла ще один дубль у Лізі та Кубку Ірландії, вигравши титул з відривом у 11 очок і забезпечивши собі Кубок перемогою над «Корк Сіті» у фіналі Кубка Ірландії 2015 року. Вони також виграли Leinster Senior Cup, що стало першим «потрійним» досягненням клубу з 1966-67 років. У 2016 році третій чемпіонський титул поспіль був забезпечений за два тури до закінчення в чемпіонату.
У 2016 році клуб також кваліфікувався до раунду плей-офф Ліги чемпіонів після перемоги над ісландським «Гапнарф'єрдюр» і здобувши перемогу над борисовським «БАТЕ» з загальним рахунком 3–1. У плей-офф «Дандолк» грав з «Легію» з Варшави, перший матч відбувся на стадіоні «Авіва» в Дубліні перед натовпом у 30 417 осіб. У домашньому матчі «Дандолк» зазнав поразки з рахунком 2–0, але у матчі-відповіді шокував «Легію», повівши з рахунком 1–0. У той час, коли «Дандолк» намагався зрівняти рахунок, який би перевів матч в додатковий час, «Легія» забила по перерві та вирвала нічию з загальним рахунком 3–1. У результаті «Дандолк» вийшов у груповий етап Ліги Європи, ставши другою ірландською командою, якій це вдалося. Нічия з «АЗ Алкмаар» у Нідерландах, а потім перемога над «Маккабі» Тель-Авів на стадіоні «Таллахт» стали першими очками, заробленими ірландським клубом на груповому етапі єврокубків.
У 2017 році, після єврокубків, «Дандолк» знову виграв Кубок ліги й посів друге місце в чемпіонаті. Того ж року клуб забезпечив собі місце у фіналі Кубка Ірландії, але після нічиєї 1–1, яка перевела гру в серію пенальті, перемогу здобув суперник — «Корк Сіті» — і став володарем Кубка. Європейська форма клубу привернула інтерес з-за кордону, і консорціум американських інвесторів за підтримки спортивних інвесторів PEAK6 завершив поглинання в січні 2018 року.
У 2018 році команда Кенні виграла ще один дубль у Лізі та Кубку, другий під керівництвом Кенні та четвертий в історії клубу, побивши рекорди за загальною кількістю очок і забитих м'ячів.

### Збірна Ірландії
25 листопада 2018 року Кенні був призначений головним тренером молодіжної збірної Ірландії U21 після відставки Ноела Кінга.
Підопічні Кенні провели рекордний 2019 рік, завершивши його на першому місці у своїй відбірковій групі до Чемпіонату Європи 2021 року. Того ж року Ірландія досягла найвищого у своїй історії фінішу на престижному турнірі в Тулоні (четверте місце). Команда Кенні здобула перемоги над Китаєм і Бахрейном та зіграла внічию з Мексикою на груповому етапі, а півфінал, що проходив у дуже напруженій боротьбі, завершився перемогою Бразилії з рахунком 2–0.
3 вересня 2020 року перша гра Кенні на чолі національної збірної Ірландії проти Болгарії в Лізі націй УЄФА завершилася внічию 1–1. 8 жовтня Ірландія програла Словаччині з рахунком 4–2 по пенальті у півфіналі плей-офф Євро-2020 у Братиславі. Збірна Ірландії завершила 2020 рік із 4 нічиїми та 4 поразками. У березні 2021 року Ірландія зіграла два матчі відбору на чемпіонат світу з футболу 2022 року, програвши з рахунком 3–2 Сербії та зазнавши домашньої поразки з рахунком 1–0 від Люксембургу.
1 вересня 2021 року збірна Ірландії виграла у Португалії з рахунком 1–0 у своєму третьому відбірковому матчі до чемпіонату світу з футболу 2022 року на «Естадіу Алгарве» за дві хвилини до кінця основного часу. У підсумку команда програла з рахунком 2–1, а Кріштіану Роналду забив два голи наприкінці матчу. Далі Ірландія змогла зіграти вдома з Азербайджаном лише внічию 1-1; пізній гол Шейна Даффі врятував очко для ірландців проти команди, яка займає 117 місце у світовому рейтингу. 9 жовтня 2021 року Ірландія виграла 3–0 на виїзді у тієї ж країни в матчі-відповіді, а через три дні, 12 жовтня, команда Кенні перемогла Катар з рахунком 4-0 у товариському матчі. 14 листопада 2021 року Ірландія завершила свою відбіркову кампанію на чемпіонат світу з футболу 2022 року, перемігши на виїзді Люксембург з рахунком 3-0, але все одно посіла третє місце, на вісім очок відстаючи від Португалії.
9 березня 2022 року Кенні підписав новий контракт зі збірною Ірландії, щоб залишатися на чолі команди до закінчення Євро-2024. У червні 2022 року Ірландія зіграла чотири матчі Ліги націй УЄФА сезону 2022—2023. Кампанія розпочалася з поразки 0-1 на виїзді від Вірменії, яка посідає 92-ге місце у світовому рейтингу, за якою послідувала поразка 0-1 вдома від України, а потім перемога над Шотландією з рахунком 3–0. Перемога над Шотландією стала першою домашньою перемогою Ірландії за останні три роки та першою домашньою перемогою команди, яка займає вище місце після перемоги над Боснією в плей-офф кваліфікації до Євро-2016 у листопаді 2015 року. Останньою з чотирьох ігор була нічия 1–1 проти України в Лодзі. Ірландія завершила участь у Лізі націй УЄФА сезону 2022—2023 27 вересня 2023 року вдома проти Вірменії, де Роббі Брейді реалізував пенальті в додатковий час, забезпечивши перемогу з рахунком 3–2.
27 березня 2023 року Ірландія розпочала свою відбіркову кампанію до Євро-2024, програвши вдома Франції з рахунком 0–1. У червні 2023 року вони програли Греції з рахунком 2–1 на виїзді, а потім перемогли вдома з рахунком 3–0 Гібралтар. 7 вересня 2023 року гра з Францією на «Парк де Пренс» завершилася поразкою Ірландії з рахунком 2–0, а через три дні послідувала поразка від Нідерландів з рахунком 2–1. Будь-які надії на кваліфікацію зникли 13 жовтня 2023 року з домашньою поразкою від Греції з рахунком 2–0, але залишилося зіграти ще дві гри. Ірландія завершила відбір на четвертому місці, на сім очок відстаючи від Греції, здобувши лише очки проти Гібралтару.
Контракт Кенні з Футбольною асоціацією Ірландії не був продовжений після його останньої гри 22 листопада 2023 року, через день після нічиєї з Новою Зеландією (1–1). Під час свого керування Кенні стикався з критикою з боку деяких коментаторів ЗМІ, але він також мав підтримку досвідчених журналістів, таких як Джон Джайлз. Відвідуваність ігор залишалася високою, і він мав сильну підтримку від своїх гравців протягом усього часу перебування на посаді тренера. Через кілька місяців після свого відходу Кенні замислився над критикою і сказав: «Звичайно, ми не досягли всього, чого хотіли, але публіка вірила в нас, тому що стадіони заповнювалися, було відчуття оптимізму, яке відрізнялося від інших. Я знаю, що ми були далекі від досконалості, але ми постійно збирали повні стадіони й повністю вірили в те, що робили, гравці вірили в мене як в тренера, і в те, що ми робили, було правильним шляхом».

## Особисте життя
Кенні одружений і має чотирьох дітей.
Його син Еоїн Кенні є професійним футболістом, який підписав свій перший професійний контракт 5 березня 2023 року з колишнім клубом свого батька «Дандолк».

## Тренерська статистика
Станом на матч зіграно на 21 листопада 2023 року
| Клманда            | з                 | по                | Загалом | Загалом | Загалом | Загалом | Загалом   |
| Клманда            | з                 | по                | Іг      | В       | Н       | П       | % перемог |
| ------------------ | ----------------- | ----------------- | ------- | ------- | ------- | ------- | --------- |
| Лонгфорд Таун      | 1 липня 1998      | 7 грудня 2001     | 157     | 63      | 54      | 40      | 40,13     |
| Богеміан           | 10 грудня 2001    | 27 липня 2004     | 96      | 49      | 18      | 29      | 51,04     |
| Деррі Сіті         | 19 серпня 2004    | 10 листопада 2006 | 112     | 65      | 18      | 29      | 58,04     |
| Данфермлін Атлетік | 13 листопада 2006 | 4 грудня 2007     | 50      | 15      | 11      | 24      | 30,00     |
| Деррі Сіті         | 28 грудня 2007    | 24 грудня 2011    | 181     | 93      | 49      | 39      | 51,38     |
| Шемрок Роверс      | 27 грудня 2011    | 11 вересня 2012   | 37      | 19      | 6       | 12      | 51,35     |
| Дандолк            | 21 листопада 2012 | 24 листопада 2018 | 291     | 191     | 45      | 55      | 65,64     |
| Ірландія U21       | 25 листопада 2018 | 4 квітня 2020     | 12      | 7       | 3       | 2       | 58,33     |
| Ірландія           | 4 квітня 2020     | 22 листопада 2023 | 40      | 11      | 12      | 17      | 27,50     |
| Усього             | Усього            | Усього            | 976     | 513     | 216     | 247     | 52,56     |

Примітка: У клубні ігри включені тільки змагальні ігри.

## Титули і досягнення

### Як тренера
Лонгфорд Таун
- Володар Кубка Ірландії: 2003, 2004
- Володар Кубка Ірландської ліги: 2004

Богеміан
- Перший дивізіон Ліги Ірландії: 2002–03

Деррі Сіті
- Перший дивізіон Ліги Ірландії: 2010
- Кубок Ірландії: 2006; друге місце: 2008
- Кубок Ліги Ірландії: 2005, 2006, 2008, 2011

Данфермлайн Атлетик
- Володар Кубка Шотландії: 2007
- Друге місце в Кубку виклику Шотландії: 2008

Шемрок Роверс
- Leinster Senior Cup: 2012

Дандолк
- Перший дивізіон Ліги Ірландії: 2014, 2015, 2016, 2018, друге місце: 2013, 2017
- Кубок Ірландії: 2015, 2018; друге місце: 2016, 2017
- Кубок Ліги Ірландії: 2014, 2017
- Кубок Президента Ірландії: 2015; друге місце: 2016, 2017, 2018
- Leinster Senior Cup:: 2014–15

### Індивідуальни
- Тренер року PFAI: 2013, 2014, 2015, 2018[66]
- Людина року від Irish Tatler: 2016[67]
- Philips Sports Manager of the Year: 2016[68]
- Нагорода RTÉ Sports Manager of the Year: 2016[69]